# Kwieciszki
Kwieciszki (lit. Kvietiškis) – część miasta Mariampola na Litwie, na Suwalszczyźnie, dawna wieś.
W czasach I Rzeczypospolitej powstał tu dwór Marka Antoniego Butlera. Zachował się park dworski.
Za Królestwa Polskiego była odrębną wsią i siedzibą gminy Kwieciszki w powiecie mariampolskim.